# Ассистент (звание)
Ассисте́нт — учёное звание, присваивавшееся вузовским преподавателям низшего звена в СССР в 1934—1989 годах и ныне упразднённое. 
Аналогичное по иерархии звание для работников научно-исследовательских учреждений существовало в те же годы и носило наименование «младший научный сотрудник». В настоящее время в России существуют только должности, не звания, ассистента и младшего научного сотрудника.
Учёное звание ассистента было введено постановлением СНК СССР от 13 января 1934 года. Его присваивали лицам, окончившим высшее учебное заведение, имеющим достаточную квалификацию для преподавательской или научно-исследовательской работы и ведущим такую работу под руководством профессора или доцента. Наличие у претендента учёной степени не являлось обязательным условием, хотя в самые первые годы (1930-е) практиковалось присвоение звания ассистента только при условии окончания аспирантуры.
Постановлением Совмина СССР от 29 декабря 1975 года, как и ранее, предусматривалось присвоение учёного звания ассистента. Но в Положении об учёных званиях, принятом Совмином 30 декабря 1989 года, звание ассистента уже не фигурировало и тем самым было упразднено.
В отличие от званий профессора, доцента и старшего научного сотрудника, утверждение в учёном звании ассистента оформлялось приказом руководителя вуза без участия ВАК СССР или каких-либо иных надзорных органов высшей школы. Аттестатов, которые бы удостоверяли присвоение звания ассистента, не существовало — обладателю выдавалась только копия приказа о присвоении.
После упразднения учёного звания ассистента никаких эквивалентов для него введено не было (в отличие от упразднённого в 2002 г. звания старшего научного сотрудника, на смену которому пришло тогда звание доцента по специальности). 